# Dryopteris submariformis
Dryopteris submariformis är en träjonväxtart som först beskrevs av Ren-Chang Ching och Chu H.Wang, och fick sitt nu gällande namn av Li Bing Zhang. Dryopteris submariformis ingår i släktet Dryopteris och familjen Dryopteridaceae. Inga underarter finns listade.